# Nova Sibèria
Nova Sibèria (en rus Но́вая Сиби́рь; Nóvaia Sibir) és la més oriental de les illes Anjou, el grup principal de l'arxipèlag de Nova Sibèria, situat entre els mars de Làptev i de la Sibèria Oriental i l'oceà Àrtic.
Tot i que per la seva superfície d'uns 6.200 km² se situa gairebé a les portes de ser una de les 100 illes més grans del món, la seva màxima altitud és de tan sols 76 m. Té el terra format majoritàriament per dipòsits del Quaternari, que en molts llocs descansen sobre antigues capes de gel. Les seves terres contenen plantes fòssils i diatomees lacustres. Recobertes per sediments del Pliocè que consisteixen en capes de sorra, llim, fang, torba i còdols.
A l'estiu Nova Sibèria és coberta per vegetació típica de la tundra. Aquesta illa és sotmesa a un clima àrtic extremadament fred. El mar que l'envolta està glaçat gairebé deu mesos i l'illa es troba coberta de neu la major part de l'any. Àdhuc a l'estiu la fredor del mar no deixa pujar gaire la temperatura.
El fet que aquesta illa s'anomeni Nova Sibèria i que sigui part de l'arxipèlag homònim és sovint causa de confusions.

## Administració
Nova Sibèria és una illa pràcticament deshabitada que només rep visites ocassionals. El primer europeu que va posar el peu a l'illa va ser el rus Iàkov Sanníkov el 1806.
Administrativament forma part del territori de la República de Sakhà o Iacútia, un dels subjectes federals de Rússia.